# IT-1
IT-1 (ИТ-1) – czołg z uzbrojeniem rakietowym, konstrukcji radzieckiej, z okresu po II wojnie światowej.